# EVER (GACKTの曲)
『EVER』(エバー)は、2010年7月28日にGACKTが発表した楽曲、および同曲を収録した通算38枚目のシングルである。

## 解説
HPQ移籍第1弾シングルで、前作『Stay the Ride Alive』から半年を経てのリリースとなった。
この曲で38作連続オリコンチャートTOP10入りとなり、日本における当時の男性ソロアーティストのシングル連続TOP10入り記録に並んだ。

## 収録曲

### CD
- 全作詞・作曲:GACKT.C ブラス編曲:MASAFUMI OKUBO(1) 編曲:MASAYA NAKAMURA(2)

1. EVER (5:14)
オンラインRPG『Dragon Nest』のイメージソング。
GACKTを中心に結成されたYELLOW FRIED CHICKENzの国内ツアー『GACKT YELLOW FRIED CHICKENz 煌☆雄兎狐塾 〜男女混欲肌嘩祭〜』、及び『GACKT COMING TO EUROPE 2010 ATTACK OF THE "YELLOW FRIED CHICKENz"』では、本作リリースに先駆け演奏されていた。
2. UNCONTROL ♂狂喜乱舞 edition♂ (4:26)
YELLOW FRIED CHICKENz結成後、初のライブ『GACKT YELLOW FRIED CHICKENs 煌☆雄兎狐塾 〜男尊女秘肌嘩祭〜』で演奏されていたアレンジバージョンをスタジオレコーディングしたもの。企画アルバム『ARE YOU "FRIED CHICKENz"??』には、『GACKT YELLOW FRIED CHICKENs 煌☆雄兎狐塾 〜男尊女秘肌嘩祭〜』で演奏した時の音源が収録されている。
3. EVER (Instrumental) (5:13)
4. UNCONTROL ♂狂喜乱舞 edition♂ (Instrumental) (4:25)

### 初回限定盤 DVD
1. EVER PV

## 楽曲の収録アルバム
- Rebirth (#2、原曲)
- ARE YOU "FRIED CHICKENz"?? (#2、ライブバージョン)
- BEST OF THE BEST vol.1 -WILD- (#1)